# Empis ruficornis
Empis ruficornis är en tvåvingeart som först beskrevs av Friedrich Hermann Loew 1864.  Empis ruficornis ingår i släktet Empis och familjen dansflugor. Inga underarter finns listade i Catalogue of Life.